# Danh pháp E–Z
Danh pháp E–Z hoặc cấu hình E–Z là cách mà IUPAC sử dụng để mô tả cấu hình tuyệt đối của liên kết đôi trong hóa học hữu cơ. Nó là một phần mở rộng của danh pháp cis–trans (chỉ mô tả hóa học lập thể tương đối) được sử dụng để mô tả các liên kết đôi có hai, ba hoặc bốn nhóm thế khác nhau, trong khi danh pháp cis–trans chỉ sử dụng cho liên kết đôi có hai nhóm thế khác nhau.
Tuân theo quy tắc Cahn–Ingold–Prelog, mỗi nhóm thế trên một liên kết đôi được chỉ định một mức độ ưu tiên, sau đó vị trí của hai nhóm thế cao hơn trên mỗi cacbon được so sánh với nhau. Nếu hai nhóm có mức độ ưu tiên cao hơn nằm ở hai phía đối diện của liên kết đôi (dạng trans với nhau), liên kết được gán cấu hình E (từ entgegen, tiếng Đức: [ɛntˈɡeːɡən] có nghĩa là "đối diện"). Nếu hai nhóm có mức độ ưu tiên cao hơn ở cùng phía của liên kết đôi (dạng cis với nhau), liên kết được gán cấu hình Z (từ zusammen, tiếng Đức: [tsuˈzamən], có nghĩa là "cùng nhau").
|               |  |               |
| (E)-But-2-ene |  | (Z)-But-2-ene |

Các chữ cái E và Z thường được in nghiêng, đặt trong dấu ngoặc đơn và được ngăn cách với phần còn lại của tên bằng dấu gạch nối. Chúng luôn được viết in hoa đầy đủ (không viết thường hoặc viết hoa nhỏ), nhưng không tạo thành chữ cái đầu tiên của tên thay thế của hợp chất.
Một ví dụ khác: quy tắc Cahn–Ingold–Prelog chỉ định mức độ ưu tiên cao hơn cho brom so với chlor, và chlor có mức độ ưu tiên cao hơn so với hydro, do đó có danh pháp E–Z như sauː
|                                |  |                                |
| (E)-1-Bromo-1,2-dichloroethene |  | (Z)-1-Bromo-1,2-dichloroethene |

Alitretinoin

Đối với phân tử hữu cơ có nhiều liên kết đôi, cần chỉ ra vị trí của liên kết đôi cho mỗi ký hiệu E hoặc Z. Ví dụ, tên thay thế của alitretinoin là (2E,4E,6Z,8E)-3,7-dimethyl-9-(2,6,6-trimethyl-1-cyclohexenyl)nona-2,4,6,8-tetraenoic acid, cho biết các liên kết đôi ở vị trí carbon 2, 4 và 8 là E trong khi liên kết đôi ở vị trí carbon 6 là Z.